# Episodi de La vita segreta di una teenager americana (prima stagione)
La prima stagione della serie televisiva La vita segreta di una teenager americana è stata trasmessa negli Stati Uniti dal 1º luglio 2008 al 23 marzo 2009 su ABC Family.
La stagione è composta da ventitre episodi divisi in due parti: una di undici episodi trasmessa dal 1º luglio al 9 settembre 2008 e l'altra di dodici episodi trasmessa dal 5 gennaio al 23 marzo 2009.
In Italia, la prima parte della stagione è stata trasmessa in prima visione dal 23 ottobre 2008 al 1º gennaio 2009, con un episodio settimanale sul canale satellitare Fox. La seconda parte della stagione invece è stata trasmessa dal 6 maggio al 10 giugno 2009, con doppio episodio settimanale sempre su Fox.
In chiaro la prima parte della stagione è andata in onda dal 22 aprile 2009 al 27 maggio 2009 con un doppio episodio su MTV. La seconda parte è andata in onda in chiaro dal 25 novembre 2009 con un episodio settimanale sullo stesso canale, ad eccezione degli ultimi due episodi, andati in onda su il 3 febbraio 2010.
| nº            | Titolo originale                            | Titolo italiano                                 | Prima TV USA     | Prima TV Italia  |
| Prima parte   | Prima parte                                 | Prima parte                                     | Prima parte      | Prima parte      |
| ------------- | ------------------------------------------- | ----------------------------------------------- | ---------------- | ---------------- |
| 1             | Falling in Love                             | Innamorarsi                                     | 1º luglio 2008   | 23 ottobre 2008  |
| 2             | You are my Everything                       | Tu sei tutto per me                             | 8 luglio 2008    | 30 ottobre 2008  |
| 3             | I Feel Sick                                 | Primi segnali                                   | 15 luglio 2008   | 6 novembre 2008  |
| 4             | Caught                                      | Ripresa                                         | 22 luglio 2008   | 13 novembre 2008 |
| 5             | What Have You Done to Me?                   | La proposta di matrimonio                       | 29 luglio 2008   | 20 novembre 2008 |
| 6             | Love For Sale                               | Scelte importanti                               | 5 agosto 2008    | 27 novembre 2008 |
| 7             | Absent                                      | Sentirsi padre                                  | 12 agosto 2008   | 4 dicembre 2008  |
| 8             | Your Cheatin' Heart                         | Cambio di programma                             | 19 agosto 2008   | 11 dicembre 2008 |
| 9             | Slice of Life                               | Momenti di vita                                 | 26 agosto 2008   | 18 dicembre 2008 |
| 10            | Back to School Special                      | Ritorno a scuola                                | 2 settembre 2008 | 25 dicembre 2008 |
| 11            | Just Say No                                 | Di solamente no                                 | 9 settembre 2008 | 1º gennaio 2009  |
| Seconda parte |                                             |                                                 |                  |                  |
| 12            | The Secret Wedding of the American Teenager | Il matrimonio segreto di una teenager americana | 5 gennaio 2009   | 6 maggio 2009    |
| 13            | Baked Nevada                                | I nodi vengono al pettine                       | 12 gennaio 2009  | 6 maggio 2009    |
| 14            | The Father and the Son                      | Padri e figli                                   | 19 gennaio 2009  | 13 maggio 2009   |
| 15            | That's Enough of That                       | La giustizia trionfa sempre                     | 26 gennaio 2009  | 13 maggio 2009   |
| 16            | Chocolate Cake                              | Nuove scoperte                                  | 2 febbraio 2009  | 20 maggio 2009   |
| 17            | Unforgiven                                  | Imperdonabile                                   | 9 febbraio 2009  | 20 maggio 2009   |
| 18            | Making Up Is Hard to Do                     | Perdonare è difficile                           | 16 febbraio 2009 | 27 maggio 2009   |
| 19            | Money For Nothing, Chicks For Free          | Questione di soldi                              | 23 febbraio 2009 | 27 maggio 2009   |
| 20            | Maybe Baby                                  | Una decisione difficile                         | 2 marzo 2009     | 3 giugno 2009    |
| 21            | Whoomp! (There It Is)                       | Finalmente ci siamo!                            | 9 marzo 2009     | 3 giugno 2009    |
| 22            | One Night at Band Camp                      | Come tutto è iniziato                           | 16 marzo 2009    | 10 giugno 2009   |
| 23            | And Unto Us, A Child Is Born                | Fiocco azzurro                                  | 23 marzo 2009    | 10 giugno 2009   |

## Innamorarsi
- Titolo originale: Falling in love
- Diretto da: Ron Underwood
- Scritto da: Brenda Hampton

### Trama
Dopo aver perso la verginità con il sedicenne Ricky Underwood, la quindicenne Amy Juergens scopre di essere incinta. 
Spaventata di dirlo ai suoi genitori ed insicura sul da farsi, chiede aiuto alle sue migliori amiche Madison e Lauren. Per accertarsi della gravidanza, le due corrono a comprarle tre differenti test di gravidanza, tutti positivi. Madison e Lauren la incoraggiano ad andare dal medico, non dicendo nulla ai genitori finché non ne è completamente sicura. 
Nel frattempo Ben Boykewich, cercando di perdere la verginità, nota Amy nel corridoio affollato e viene incoraggiato dai suoi migliori amici Henry ed Alice a chiederle di uscire. Si unisce alla banda per conoscerla, e un giorno sulla strada di casa le chiede di andare al ballo dopo il grande match di football della scuola. Lì, Ben si innamora completamente di lei, come Amy di lui, ma la ragazza non riesce a dirgli della gravidanza. Lauren e Madison provano a convincere Amy a fare sesso con Ben e dirgli che il bambino è suo, ma lei si rifiuta. Ricky va da Amy, dicendole che non deve stare con Ben.
Intanto Jack Pappas, fidanzato da molto tempo con la cristiana credente Grace Bowman, affronta l'idea di aspettare minimo altri dieci anni per fare sesso con Grace. Sotto pressione, trascorre una notte in segreto con Adrian Lee, una majorette della scuola. Al ballo, le implora di non dire a nessuno riguardo alla loro notte trascorsa insieme. I due si baciano, ma vengono scoperti dal fratello di Grace, Tom Bowman, il quale rivela alla sorella (e all'intera scuola) l'infedeltà di Jack.

## Tu sei tutto per me
- Titolo originale: You are my everything
- Diretto da: Keith Truesdell
- Scritto da: Brenda Hampton

### Trama
Ben si offre di aiutare Amy a portare i libri a scuola, perché vuole essere un fidanzato disponibile; nel frattempo Ricky ed Amy discutono, anche se il ragazzo è ancora all'oscuro della gravidanza di Amy e che lui è il padre. Lauren e Madison vogliono sapere se Amy ha detto a Ben di aspettare un bambino, ma lei fa finta di niente dicendo che non è incinta e che è stato tutto un brutto sogno. Jack vuole chiedere perdono a Grace per quello che è successo alla festa, anche se Grace gli dà filo da torcere perché lui l'ha messa in ridicolo davanti a tutta la scuola. La ragazza interromperà almeno momentaneamente i rapporti con Jack, anche sotto consiglio dei genitori. Intanto a scuola attraverso pettegolezzi "non fatti apposta" Lauren e Madison fanno sapere accidentalmente a tutti della gravidanza di Amy; tra questi i primi a sapere sono stati i migliori amici di Ben; Alice e Henry. Ben chiede ad Amy se è vero che è stata con Ricky al campeggio della banda, con il supporto dei suoi amici Alice ed Henry; il ragazzo si pentirà della domanda e non vorrà sapere la risposta, poi parlerà dell'accaduto con Mark Molina. Amy non si sente bene ed in bagno incontra le amiche dopo aver vomitato; non sa ancora chi è stato a dire in giro quello che ha fatto, ma gli amici di Ben e quelle di Amy si chiariscono e si rendono conto che in parte è colpa loro. Ben e Amy s'incontrano e parlano del loro rapporto. Intanto Ricky incontra Adrian con la quale ha da sempre una storia parallela.

## Primi segnali
- Titolo originale: I Feel Sick
- Diretto da: Ron Underwood
- Scritto da: Brenda Hampton

### Trama
All'autogrill Ashley e la madre incontrano la dottoressa Hightawer e nasce un battibecco fra di loro. A casa Amy prova i vestiti con le sue amiche che risultano troppo grandi per la sua taglia. Inoltre, la madre di Amy decide di farla controllare da un medico per aver saltato la visita scolastica. Amy teme che il medico scopra la sua gravidanza. Poiché Grace non può uscire con Jack, esce per ripicca al Luna Park con Ricky, tuttavia trascorre la serata con Jack e i genitori lo intuiscono. Anche Ben ed Amy si danno appuntamento al Luna Park, ma quando lui bacia lei, Amy comincia a vomitare. Rientrata a casa, l'aspetta Ashley che le domanda se è incinta. È la prima degli Juergens a scoprire lo stato di Amy.

## Ripresa
- Titolo originale: Caugnt
- Diretto da: Keith Truesdell
- Scritto da: Brenda Hampton

### Trama
Grace viene aggredita da due uomini dopo aver chiamato Ricky per venirla a prendere; la telecamera del locale di fronte registra la scena, che sarà oggetto di chiacchiere a scuola. Jack vuole far ingelosire Grace, andando in chiesa con Adrian. Madison e Lauren consigliano ad Amy di dire a sua madre che è incinta. Ashley fa finta di copulare per proteggere Amy. La madre di Adrian ritorna a casa. Leo chiede a Ben se lui ed Amy copulano perché ha scoperto che lei è incinta. Amy dice al padre di aver fatto sesso, ma lui non le crede; la madre di Amy scopre che il marito la tradisce e gli prepara le valigie. Amy e Ben escono per un picnic.

## La proposta di matrimonio
- Titolo originale: What Have You Done to Me?
- Diretto da: Ron Underwood
- Scritto da: Brenda Hampton

### Trama
Ben scopre che Amy è incinta e chiede ad Amy di sposarlo durante un picnic. La sera Amy torna a casa dove la sorella Ashley le dice che il padre se ne è andato, e la mette al corrente della situazione: ha tradito la moglie Anne con un'altra donna, di cui non sanno l'identità e probabilmente non tornerà. Grace invita Ricky a pranzo a casa sua, ma i suoi genitori non vogliono che esca con lui. La madre di Adrian, prima di raggiungere George, comunica alla figlia che ha trovato una persona che a parer suo la ami e le rivela che è il padre di Amy ed Ashley. Amy dice a Ben che la soluzione giusta non è il matrimonio, ma l'aborto. A scuola si sparge la voce che Amy è incinta. Grace scopre da una compagna di scuola che Jack ha fatto sesso orale con Adrian. Amy parla con Lauren e Madison dicendo che vuole abortire e chiedendo il loro aiuto, tuttavia le amiche le consigliano di parlarne con la madre. A quel punto Amy dice loro della separazione dei genitori. Mark Molina parla sia con Ben, sia con Amy di queste voci di corridoio. Grace affronta Jack davanti ad Adrian dicendo loro di vergognarsi; durante la discussione parlano anche di Amy e delle voci sulla sua gravidanza. Anche Ricky ne è a conoscenza e ne parla con il suo psicoterapeuta.

## Scelte importanti
- Titolo originale: Love For Sale
- Diretto da: Keith Truesdell
- Scritto da: Brenda Hampton

### Trama
Amy dice alla madre di essere incinta dopo 3 mesi di gravidanza, di non poter avere un bambino e le chiede di mandarla via, in una casa famiglia per adolescenti con bambini. La madre le propone di andare da nonna Mimsy per evitare che a scuola si accorgano che aspetta un bambino, ma Ashley le comunica che ormai lo sanno già tutti. Informano anche il padre dello stato di Amy. Amy non va a scuola e tutti pensano che sia assente per abortire. Ricky ed Adrian discutono di Amy, e anche del tentativo di Ricky di fingersi credente per sedurre Grace. Poco dopo arriva Grace, che conferma la notizia della gravidanza di Amy, ma Ricky, nonostante non fosse nemmeno sicuro che la ragazza fosse incinta, le dice che probabilmente ha già abortito. Grace si preoccupa e cerca Amy, perché vuole dissuaderla dal compiere l'aborto. Le amiche di Amy; Madison e Lauren non riescono a mettersi in contatto con lei, perché la madre le ha tolto il cellulare e non può rispondere, ma Madison vuole andare comunque a casa di Amy per parlarle. Amy riesce a chiamare Adrian con il cellulare di Ashley e le chiede di passarla a prendere a casa per portarla in clinica. Anche Ben viene chiamato e chiede un passaggio ad Adrian. Ben ed Adrian accompagnano così Amy nella clinica dove incontrano Ricky e Grace che iniziano una discussione con loro. Poi Grace molla definitivamente Jack. La sera Amy e sua madre parlano della situazione, dicendole che anche lei si era sposata quando era incinta di lei di tre mesi.

## Sentirsi padre
- Titolo originale: Absent
- Diretto da: Anson Williams
- Scritto da: Brenda Hampton e Jeffery Rodgers

### Trama
Amy vuole andare a vivere dalla nonna, poi parla con il padre della gravidanza. Ashley, invece, vorrebbe andare a vivere dal padre. George parla a Ricky per chiarire la situazione, tuttavia Ricky è l'unico a sapere che George ha tradito la madre di Adrian. Grace ha perdonato Jack ed Adrian; rientrata a casa trova George che le regala una scrivania per farla tacere riguardo alla relazione adulterina con sua madre. Ricky va in terapia e parla con Amy della questione, ma Ashley gli sbatte la porta in faccia. Adrian diventa amica di Grace. Ben visita la tomba di sua madre e incontra il padre che lo incoraggia ad incontrare Amy. Lui bussa alla porta di casa Juergens e la saluta.

## Cambio di programma
- Titolo originale: Your Cheatin' Heart
- Diretto da: Ron Underwood
- Scritto da: Brenda Hampton ed Elaine Arata

### Trama
Nonna Mimsy arriva in casa Juergens e fa sentire Amy a disagio. Ben immagina Amy per la scuola. George dorme nel suo negozio; intanto Grace e Adrian sono sempre più amiche. Ricky ha bisogno di parlare con qualcuno che non sia legato sentimentalmente. Adrian vuole scoprire chi sia il suo vero padre e si intrufola nell'ufficio di Mark Molina. Ricky va a casa di Grace e parla con suo fratello affetto dalla sindrome di Down. Henry è sconvolto che Alice si masturbi, ma le fantasie di lei sono solo su di lui. Amy scopre che nonna Mimsy ha l'Alzheimer e deve cambiare tutti i suoi progetti. Ben la chiama al cellulare per sapere se è partita. Lei in tono dolce e confortante gli dice di rimanere, rendendo Ben felice.

## Momenti di vita
- Titolo originale: Slice of Life
- Diretto da: Jason Priestleyll
- Scritto da: Brenda Hampton, Jeff Olsen e Chris Olsen

### Trama
George invita le sue figlie nella sua nuova casa, in realtà presa in prestito da Adrian. Grace e Adrian parlano del rapporto con Ricky. Ricky chiama Lauren per confidarsi con Amy a proposito del bambino. Adrian spia il suo padre naturale con Grace. La sera, Amy è vivacizzata dalla presenza di Ben. Leo bussa alla porta di casa Juergens e trova Anne che si sfoga con lui. Il padre di Adrian la nota e le dice di non voler avere rapporti con la sua vecchia famiglia, poiché lui ne ha una nuova. Il fratello di Grace partecipa ad una lotteria dove vince una serata con una prostituta. Anne scopre che George è al verde e decide di farlo ritornare a casa.

## Ritorno a scuola
- Titolo originale: Back to School Special
- Diretto da: Keith Truesdell
- Scritto da: Caroline Kepnes

### Trama
Per Amy è il primo giorno di scuola nell'istituto per ragazze madri, anche se il padre la incita a tornare nella sua vecchia scuola. Henry ha lasciato Alice per Ashley e si sente depresso. Il padre di Adrian vuole portare sua figlia a vivere con lui. Amy ritorna nella sua scuola e Ben viene picchiato da un ragazzo per difendere Amy; fortunatamente viene soccorso da Grace. Si scopre che è stata la madre di Grace a tradire George nel precedente matrimonio. Lo psicologo di Ricky non è contento dei progressi. Anne scopre che George dorme nel negozio perché è al verde e decide di farlo ritornare a casa. Amy viene accolta con Ben a scuola con la banda musicale.

## Di solamente no
- Titolo originale: Just Say No
- Diretto da: Jason Priestley
- Scritto da: Caroline Kepnes, Elaine Arata, Jeff Olsen e Brenda Hampton

### Trama
Madison dice a tutti che Ricky è in terapia. Henry parla della sua esperienza insieme ad Alice a Ben. Amy è arrabbiata con Lauren perché lei e Ricky si sono baciati nell'auto e la fa considerare di essere una sciocca. Inoltre è preoccupata del motivo per cui è in terapia. Adrian e il Prof. Molina sono irrintracciabili e si pensa che siano scappati insieme. Jack dà spiegazioni circa l'anello votivo a Ricky. Ruben vuole sapere dove sia scappata la figlia. Ben ed Amy parlano della possibilità di copulare poiché non corrono nessun rischio, ma Ben le dice che preferisce aspettare. Per l'appuntamento Grace e Ricky stanno a casa di lei e preparano biscotti, ma lui è intenzionato a sedurla finché sua madre non li scopre a baciarsi; Anne torna a casa e parla del loro rapporto con George, geloso perché lei ha cenato con un altro uomo.

## Il matrimonio segreto di una teenager americana
- Titolo originale: The Secret Wedding of the American Teenager
- Diretto da: Lindsley Parsons III
- Scritto da: Brenda Hampton

### Trama
Anne comunica ad Amy che divorzierà da George e si dovrà trovare un lavoro per mantenerli: ciò turba Amy che chiede a Ben di sposarla al più presto, con l'aiuto di un compagno che falsifica i documenti per la cerimonia accompagnati dalla madre, che sta facendo lavare la macchina nella scuola con l'aiuto degli alunni. Amy chiede ad Ashley di fare da testimone e lo stesso è per Ben che lo chiede a Henry, mentre Madison e Lauren si impongono di fare le damigelle. A casa Bowman c'è aria di crisi matrimoniale, mentre Grace prega i genitori di poter uscire con Ricky.

## I nodi vengono al pettine
- Titolo originale: Baked Nevada
- Diretto da: Anson Williams
- Scritto da: Brenda Hampton

### Trama
Conclusa la cerimonia, Tom dichiara di volersi sposare con Tammy, la nuova vicina di casa con la quale è uscito un'unica volta per andare al matrimonio di Amy e Ben. Durante il ricevimento in hotel arrivano Leo e George, i padri degli sposi, giunti a conoscenza del matrimonio grazie alla madre di Grace. George sgrida le figlie senza però dire della cosa ad Anne, che lo viene a scoprire dal dottor Bowman, il padre di Grace. Anne va a casa di Ben dove sta anche Amy, che nel frattempo cerca un lavoro; la madre della ragazza le fa riflettere su cosa voglia dire gestire un figlio, il lavoro e la scuola e chiede alla figlia di pensare più seriamente all'adozione. In quel momento il bambino si muove per la prima volta.

## Padri e figli
- Titolo originale: The Father and the Son
- Diretto da: Keith Truesdell
- Scritto da: Brenda Hampton

### Trama
Bob, il padre di Ricky, è in città e va dagli Juergens per supportare economicamente il bambino, ma in realtà vuole solo venderlo. Ignaro del vero obiettivo di Bob, George è contento, ma poi Amy spiega il perché della sua visita e del fatto che abusava di Ricky quando era piccolo. Anne è impegnata in una discussione alquanto piacevole con il reverendo Stone, parlando di Amy e dei cambiamenti del bambino e prendendo in considerazione l'idea dell'adozione dato che tutta la famiglia ha problemi economici. A Jack viene affidato il ruolo di mentore ad un ragazzino nella stessa città. Bob scatena l'ira di Ricky quando viene a trovarlo nelle panchine di battuta di baseball.

## La giustizia trionfa sempre
- Titolo originale: That's Enough of That
- Diretto da: Anson Williams
- Scritto da: Brenda Hampton e Jeffrey Rodgers

### Trama
Ricky trascorre la notte con Adrian e le racconta del suo passato; la ragazza offre l'aiuto di suo padre per far tornare in prigione Bob. Ben ed Amy hanno una discussione riguardo alla visita per scoprire il sesso del bambino, perché lei non vuole che il suo ragazzo veda la pancia, e decide di entrare da sola senza nemmeno la madre. Tuttavia, alla fine dell'episodio registrerà un video-messaggio nel quale si scoprirà che il nascituro è un maschio. Intanto, Ashley trova lavoro in un cocktail bar fingendosi una ventiduenne, ma viene scoperta da George, mentre Adrian informa Ricky che Bob è stato arrestato grazie a Jack e a suo padre.

## Nuove scoperte
- Titolo originale: Chocolate Cake
- Diretto da: Keith Truesdell
- Scritto da: Brenda Hampton e Jeffrey Rodgers

### Trama
Un collega di George gli chiede la possibilità di adottare il bambino di Amy.

## Imperdonabile
- Titolo originale: Unforgiven
- Diretto da: Jason Priestley
- Scritto da: Brenda Hampton ed Elaine Arata

### Trama
I genitori di Amy hanno un colloquio con i potenziali genitori adottivi del bambino.

## Perdonare è difficile
- Titolo originale: Making Up Is Hard To Do
- Diretto da: Keith Truesdell
- Scritto da: Brenda Hampton, Chris Olsen e Jeff Olsen

### Trama
Amy è vittima di bullismo in strada e si difende nonostante il suo pancione. Ricky tenta di sabotare l'adozione. Nel frattempo, Ashley cerca di convincere Ben a tornare da Amy.

## Questione di soldi
- Titolo originale: Money For Nothing, Chicks For Free
- Diretto da: Jason Priestley
- Scritto da: Brenda Hampton e Caroline Kepnes

### Trama
Anne vuole che Amy si unisca a lei nella ricerca di un lavoro. Thomas chiede ad Ashley di invitarlo per una visita. Grace ha un'idea su come Adrian può attirare il suo fratellastro a fare sesso con lei. Jack vende barrette di cioccolato. Per davvero.

## Una decisione difficile
- Titolo originale: Maybe Baby
- Diretto da: Keith Truesdell
- Scritto da: Brenda Hampton

### Trama
Gli amici di Amy escogitano un piano per facilitare la decisione di Amy sul bambino.

## Finalmente ci siamo!
- Titolo originale: Whoomp! (There It Is)
- Diretto da: Jason Priestley
- Scritto da: Brenda Hampton

### Trama
Adrian e Grace decidono di organizzare una festa per il bambino di Amy, ma incontrano molte difficoltà dovute soprattutto all'inesperienza di Adrian.
Intanto, Ricky lavora sodo per dare il meglio a suo figlio e inizia a immaginare una vita da padre responsabile, vedendo che Ben è totalmente inadatto per questo "ruolo". Jack e Grace invece si baciano a casa di Adrian, luogo in cui si terrà la festa, dimostrandosi ancora innamorati. Nel frattempo Adrian aspetta impaziente che il fratellastro la chiami, ma quest'ultimo si presenta direttamente a casa sua. Una volta arrivato, lui e Adrian si appartano per fare sesso, ma vengono sorpresi da Grace. Per nulla intimoriti, i due ricominciano da dove si erano interrotti. Amy è sul punto di entrare a casa di Adrian quando le vengono le doglie e viene subito portata in ospedale. George e Anne non riescono a credere che la loro bambina stia per partorire e George confessa ad Anne che Ashley verrà a vivere con lui quando si sarà trasferito. Ben capisce finalmente che bisogna coinvolgere Ricky nella vita del bambino.

## Come tutto è iniziato
- Titolo originale: One Night at Band Camp
- Diretto da: John Schneider
- Scritto da: Brenda Hampton e Jeffrey Rodgers

### Trama
Mentre si prepara a partorire, Amy ricorda la prima volta al campeggio della banda,dove si era presa una cotta per Ricky. Anche agli altri capita di ripensare a quel periodo, a come allora le cose fossero diverse.

## Fiocco azzurro
- Titolo originale: And Unto Us, a Child Is Born
- Diretto da: Keith Truesdell
- Scritto da: Brenda Hampton

### Trama
Il bambino di Amy è nato, ma la ragazza ha difficoltà ad adattarsi alla maternità a tempo pieno. Nel frattempo, George e Ashley si trasferiscono.